# Lake Bonney SE
Lake Bonney SE är en sjö i Australien. Den ligger i delstaten South Australia, omkring 350 kilometer sydost om delstatshuvudstaden Adelaide. 
Runt Lake Bonney SE är det mycket glesbefolkat, med 2 invånare per kvadratkilometer. Genomsnittlig årsnederbörd är 870 millimeter. Den regnigaste månaden är juli, med i genomsnitt 146 mm nederbörd, och den torraste är februari, med 14 mm nederbörd.